# Hasegawa Haruhisa
Hasegawa Haruhisa (sinh ngày 14 tháng 4 năm 1957) là một cầu thủ bóng đá người Nhật Bản.

## Đội tuyển bóng đá quốc gia Nhật Bản
Hasegawa Haruhisa thi đấu cho đội tuyển bóng đá quốc gia Nhật Bản từ năm 1978 đến 1981.

## Thống kê sự nghiệp
| Đội tuyển bóng đá Nhật Bản | Đội tuyển bóng đá Nhật Bản | Đội tuyển bóng đá Nhật Bản |
| Năm                        | Trận                       | Bàn                        |
| -------------------------- | -------------------------- | -------------------------- |
| 1978                       | 4                          | 0                          |
| 1979                       | 1                          | 0                          |
| 1980                       | 9                          | 4                          |
| 1981                       | 1                          | 0                          |
| Tổng cộng                  | 15                         | 4                          |